# Enriqueta Miret González
Enriqueta Miret González (Madrid, s. XIX) va ser una pintora espanyola.
Nascuda a Madrid, va ser deixebla de Manuel Gómez Mozo, Carlos de Haes i Vicente Palmaroli. La seva activitat està documentada entre 1876 i 1895. Participà a l'Exposició Nacional de Belles Arts de 1876 amb l'obra Gerro de flors, còpia del natural, a la de 1878 amb Canastrells de flors, i a la de 1881, a la qual en va presentar diverses, Gerro de flors, Bodegó, Ocells i Un cap d'estudi. Posteriorment, el curs de 1884-1885, es va matricular a l'Escola Especial de Pintura, Escultura i Gravat de Madrid.